# Parmênides (diálogo)

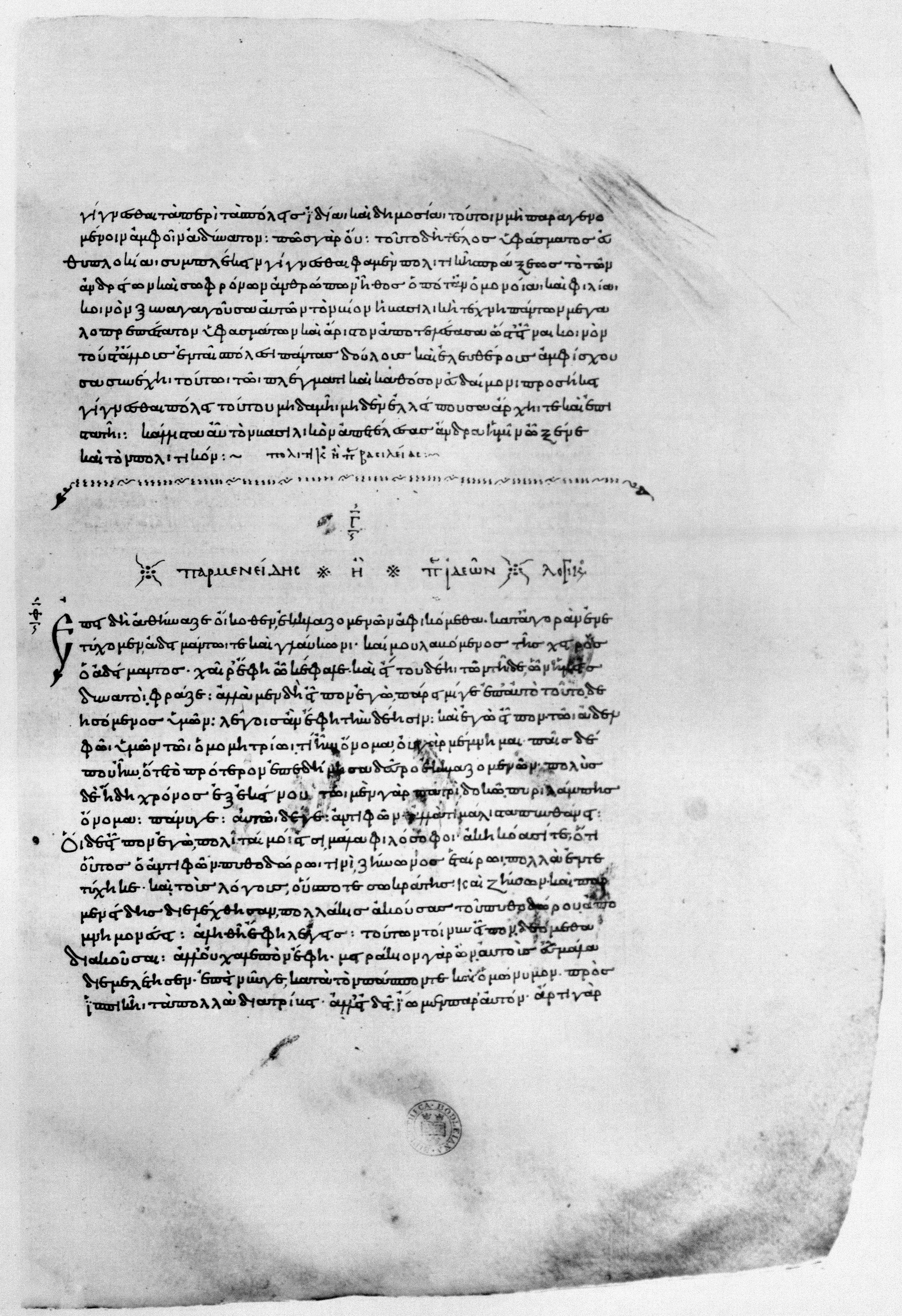
O começo do diálogo Parmênides de acordo com o manuscrito medievo mais antigo, escrito em 895 d.C.,Codex Clarkianus (Oxford, Biblioteca Bodleiana, Clarke 39)

Parménides (português europeu) ou Parmênides (português brasileiro) (em grego clássico: Παρμενίδης Parmenides) é um dos diálogos de Platão. No diálogo são apresentadas eminentemente questões referentes à tese das formas inteligíveis, à ontologia platônica e ao Um (ou "Uno"), em suas relações de todo e parte (mereologia), unidade e multiplicidade, repouso e movimento, ser e não-ser, e de mesmidade e alteridade.

## Personagens do Diálogo
Os personagens principais são Sócrates, Parmênides e Zenão de Eleia. Em um primeiro plano, outros personagens dramáticos estão presentes: Céfalo de Clazômenas (não é, portanto, o Céfalo do diálogo A República), Antifonte (irmão de Platão por parte de mãe), Adimanto e Gláucon (irmãos de Platão, também presentes no diálogo A República). Em um segundo plano estão: Aristóteles (um dos trinta tiranos que governaram Atenas após a Guerra do Peloponeso) e Pitodoro (filho de Isolocos).

## Questões relativas à Obra
É geralmente considerado como um dos mais difíceis, se não um dos mais enigmáticos e desafiadores, diálogos de Platão. O Parmênides se presta a uma grande variedade de interpretações, as quais dependerão o sentido e o significado não só do diálogo, mas do conjunto da obra de Platão.
O diálogo estrutura-se em dois planos. No primeiro, o personagem Céfalo descreve seu encontro com Gláucon e Adimanto e, depois, com Antifonte. Seu objetivo é ouvir a narração da conversa ocorrida entre Sócrates, Parmênides e Zenão. Tal narração só poderia ser feita por Antifonte, pois este havia tido uma relação muito próxima à Pitodoro, companheiro de Zenão, que, por sua vez, havia transmitido muitas vezes o relato da conversa ao mesmo. No segundo, ocorre a narração da conversa por Antifonte, à qual estiveram presentes também Pitodoro e Aristóteles (não se trata do famoso filósofo aqui).
O Parménides supõe, portanto, uma ocasião em que se encontraram dois grandes filósofos da escola eleática, Parménides e Zenão de Eleia, a que se juntou o jovem Sócrates. O motivo do encontro foi a leitura por parte de Zenão do seu tratado a defender o monismo de Parménides contra os apoiantes da pluralidade que diziam que a suposição de Parménides de que existe uma unidade, dá origem a contradições e absurdos.
No diálogo há uma tensão entre uma primeira e segunda partes. Na primeira o jovem Sócrates introduz sua crítica a Zenão, apresentando a tese das formas inteligíveis, e a vê submetida à crítica de Parmênides. A segunda parte é uma demonstração do método de investigação utilizado por Zenão, no qual o personagem Parmênides recomenda a Sócrates exercitar-se, para melhor investigação de sua teoria. Uma segunda interpretação mais moderna (neoplatônica) diz que a segunda parte do diálogo teria uma importância maior, posto que o um da tese de Parmênides é ali hipostasiado (uma realidade em si com valor substantivo) e, assim, o um da primeira hipótese é identificado com o Bem de que fala A República e, finalmente, erigido em primeiro princípio, de onde emanam todas as coisas, inteligíveis e sensíveis.

## Citação
No começo do diálogo Céfalo se refere às narrações de Antifonte e Pitodoro, que tratam sobre o encontro do jovem Sócrates com os filósofos Parmênides e Zenão de Eleia. Ali Antifonte afirma ter Pitodoro visto a primeira reação de Sócrates (127e) a leitura da tese de Zenão:
| “ | Então, tendo Sócrates ouvido (a leitura), pediu que fosse lida novamente a primeira hipótese do primeiro argumento e, tendo sido ela lida, disse: que queres dizer com isso, Zenão? Que, se os seres são múltiplos, então é preciso que eles sejam tanto semelhantes quanto dessemelhantes, mas que isso é impossível, pois nem as coisas dessemelhantes podem ser semelhantes nem as semelhantes, dessemelhantes? Não é isso que queres dizer? | ” |

## Textos e traduções
- Burnet, J., Plato. Opera Vol. II (Oxford University Press, 1903). ISBN 978-0-19-814541-7 (grego com aparato crítico).
- Fowler, H. N., Plato Vol. IV (Harvard University Press, 1926). Loeb Classical Library 167. ISBN 978-0-674-99185-9 (grego e inglês)
- Zekl, H. G., Platon. Parmenides (Meiner Verlag, 1972). ISBN 978-3-7873-0280-2 (grego e alemão)
- Allen, R. E., Plato's Parmenides, Revised Edition (Yale University Press, 1997). ISBN 978-0-300-07729-2 (inglês com comentários)
- Cornford, F. M., Plato and Parmenides (Routledge, 1939). ISBN 978-0-415-22517-5 (inglês com comentários)
- Gill, M. L. and Ryan, P., Plato: Parmenides (Hackett Publishing, 1996). ISBN 978-0-87220-329-7 (inglês com notas)
- Scolnicov, S., Plato's Parmenides (University of California Press, 2003). ISBN 978-0-520-22403-2 (inglês com comentários)
- Turnbull, R., The Parmenides and Plato's Late Philosophy (University of Toronto Press, 1998). ISBN 978-0-8020-4236-1 (inglês com comentários)